# كيخاتو
كيخاتو أو غيخاتو (بالمنغولية:ᠭᠠᠶᠺᠠᠲᠦ ؛ (بالمنغولية: Гайхат)‏) هو خامس حكام الدولة الإلخانية. حكم من 1291 إلى 1295. حيث خلف أرغون خان، واقتبس نظام التعامل بالنقد الورقي، ولكنها لم تلق قبولاً من الناس فزادت المشكلة الاقتصادية سوءاً، واضطربت الحياة العامة في تبريز وبغداد وغيرهما، مما أجبر الدولة على التراجع عن هذه الخطوة بعد شهور قليلة، وأثارت طبيعة كيخاتو الأمراء الإيلخانيين عليه، فاستدعوا إلى العرش الأمير بايدو (1295م) ابن طرقاي بن هولاكو، وساعدوه على إطاحة كيخاتو وقتله.

## نشأته
هو ابن أباقا خان ونوقدان خاتون سيدة التتار، ولد في 1259. كان يعيش في منطقة الجزيرة في عهد تكودار واضطر إلى الفرار إلى أرغون في خراسان بعد إعدام قونقورتاي عام 1284. وبعدما أصبح أخوه أرغون إمبراطور الدولة الإلخانية، عينه حاكماً للأناضول مع عمه هولاتشو.

## حكمه للأناضول
تمركز كيخاتو في أرزنجان وتعلم التحدث بالفارسية وإلى حد ما التركية أثناء إقامته في الأناضول. حكم غايخاتو الأناضول فقط بعد استدعاء عمه هولاتشو لبلاد فارس عام 1286. وفي ذلك الوقت تزوج من باديشا خاتون، أميرة قطلوك خانيدس. وساعد السلجوقي غياث الدين مسعود الثاني في حملاته ضد الإمارات التركمانية. خلال حملته غزا بنو قرمان مملكة أرمينيا الصغرى، فأمر أرغون خان كيخاتو بمساعدة ليو الثاني ضد بني قرمان في عام 1286، الذين استولوا على طرسوس من مملكة أرمينيا الصغرى. وغزا كيخاتو إمارتهم وأحرق عاصمتهم قرمان في 16 يناير 1287، مما أجبر غونيري على التراجع إلى الجبال. زار غايخاتو قونية في 3 يناير 1291، عين خواجا ناصر الدين عاملا على الضرائب.

## فترة حكمه

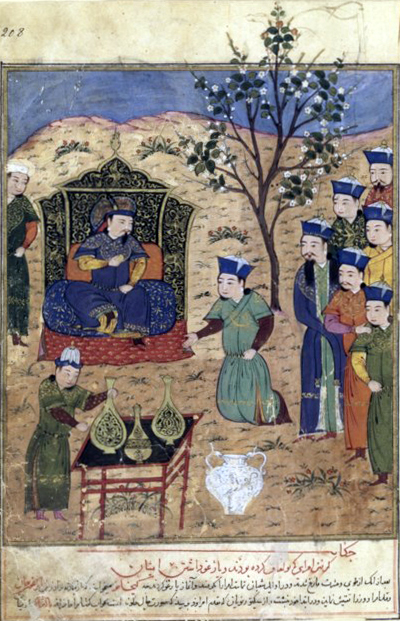
غايكاتو يستجوب شقور نويان حليفه وابن عم أرغون خان.

سمع غايخاتو بوفاة أرغون في مراعيه الشتوية بالقرب من أنطاليا من لاغزي كوريغن (ابن أرغون آقا وصهر هولاكو خان). وكان المتنافسون الرئيسيون على العرش ابن أخيه غازان وابن عمه بايدو. حاول أنصار بايدو تنصيبه على العرش بالحيلة، فأرسل تاغشار إلى كيخاتو يخبره أنه تولى العرش بالفعل.
في حين أن النبلاء مثل تاغشار، وكونكوبال، وتوغان وتقال أيدوا بايدو، يشير المؤرخون إلى أن بايدو رفض ببساطة العرش قائلاً إنه ملك للأخ أو الابن وفقًا لشريعة الياسق. وبينما ذكر آخرون أن بايدو لم يظهر في كورولتاي على الإطلاق. كان المنافس الآخر على العرش غازان، منخرطًا في إخماد تمرد مع نوروز (ابن آخر لأرغون آقا)، ولم يتمكن أيضًا من الحضور. ونتيجة لذلك أصبح كيخاتو إلخانًا في 23 يوليو 1291 في أخلاط. كانت الداعم الرئيسي لغايكاتو زوجته الجديدة أوروك خاتون - أرملة أرغون وأم أولجايتو.
كانت أوامره الأولى عند توليه العرش هي معاقبة العديد من الأمراء بما في ذلك تاغشار وتقال. وفي هذه الأثناء بدأ تمرد من قبل أمراء تركمان في الأناضول، واضطر كيخاتو إلى الانتقال إلى الأناضول، وتعيين شقور نويان وصيًا على الدولة أنبارشي بن مونكو نائبًا للملك على الشرق متمركزًا في الري.

### تمرد أفراسياب
انتهز حاكم هازارسبيد أفراسياب الفرصة لتمديد حكمه إلى أصفهان بعد سماعه بوفاة أرغون عام 1291. فقام كيخاتو بنهب لرستان، وحصل على استسلام أفراسياب. توسطت زوجتا كيخاتو باديشا وأوروك نيابة عن أفراسياب طالبين المغفرة. ونتيجة لذلك أُعيد أفراسياب حاكماً لرستان، واحتُجز شقيقه أحمد كرهينة.

### حملته على الأناضول
غادر كيخاتو إلى الأناضول لمحاربة بني قرمان الذين حاصروا قونية في 31 أغسطس 1291 بعتاد 20.000 رجل. قسم كيخاتو جيشه إلى قسمين، وأرسل جزءًا إلى بني منتشا، بينما قام هو نفسه بمهاجمة عاصمة بني قرمان ايريجلي. وكان هدفه التالي هو بنو أشرف في الغرب، الذين أسر منه 7000 امرأة وطفل، وأرسلهم إلى قونية.
بعد عودته إلى قيصرية أرسل قادته لمعاقبة المؤيدين السابقين لقلج أرسلان الرابع في شمال الأناضول برفقة الجيوش السلجوقية. فاغتنم بنو قرمان الفرصة، وحاصر القرمانيون ولنو أشرف قونية مرة أخرى، لكنهم سحبوا جيوشهم عندما حاصر هنري الثاني ملك قبرص علائية بـ 15 سفينة. وواصل غساث الدين مسعود القتال ضد قلج أرسلان.

## إدخال النقود الورقية
في عام 1294 أراد كيخاتو تجديد خزنته التي أفرغها طاعون الماشية. رداً على ذلك اقترح وزيره سعد الدين زنجاني، إدخال اختراع صيني حديث يسمى جياوتشاو (النقود الورقية). وافق غايخاتو ودعا سفير قوبلاي خان في تبريز، وطبع كيخاتو الأوراق النقدية التي تقلد الأوراق النقدية الصينية عن كثب حتى أنه تم طباعة كلمات صينية عليها. وطُبع عليها بعض العبارات الإسلامية لتهدئة المشاعر المحلية، وكان الاسم البوذي لجايخاتو «رينشندورج» حاضرًا أيضًا في النقود. بينما اعترض شقور نويان على هذه الخطوة. بدأ توزيع النقود الأول في 12 سبتمبر 1294 في تبريز. وأمر كيخاتو بإعدام أي شخص يرفض استخدام النقود الورقية، وبدأ الشعراء بمن فيهم وصاف الشيرازي بمدح هذه الخطوة من أجل إرضاء كيخاتو.  كانت النقود الورقية المتداولة تساوي نصف درهم إلى 10 دنانير.
كانت الخطة هي جعل رعاياه يستخدمون النقود الورقية فقط، والسماح لكيخاتو بالسيطرة على الخزانة. لكن كانت التجربة فاشلة تمامًا، حيث رفض الناس والتجار قبول الأوراق النقدية. وسرعان ما اندلعت أعمال شغب، وتوقفت الأنشطة الاقتصادية، وتحدث المؤرخ الفارسي رشيد الدين الهمذاني عن ما أسماه «خراب البصرة» الذي تلا إطلاق الأموال الجديدة. ولم يكن أمام كيخاتو خيار سوى سحب استخدام النقود الورقية.

## ثورة بايدو

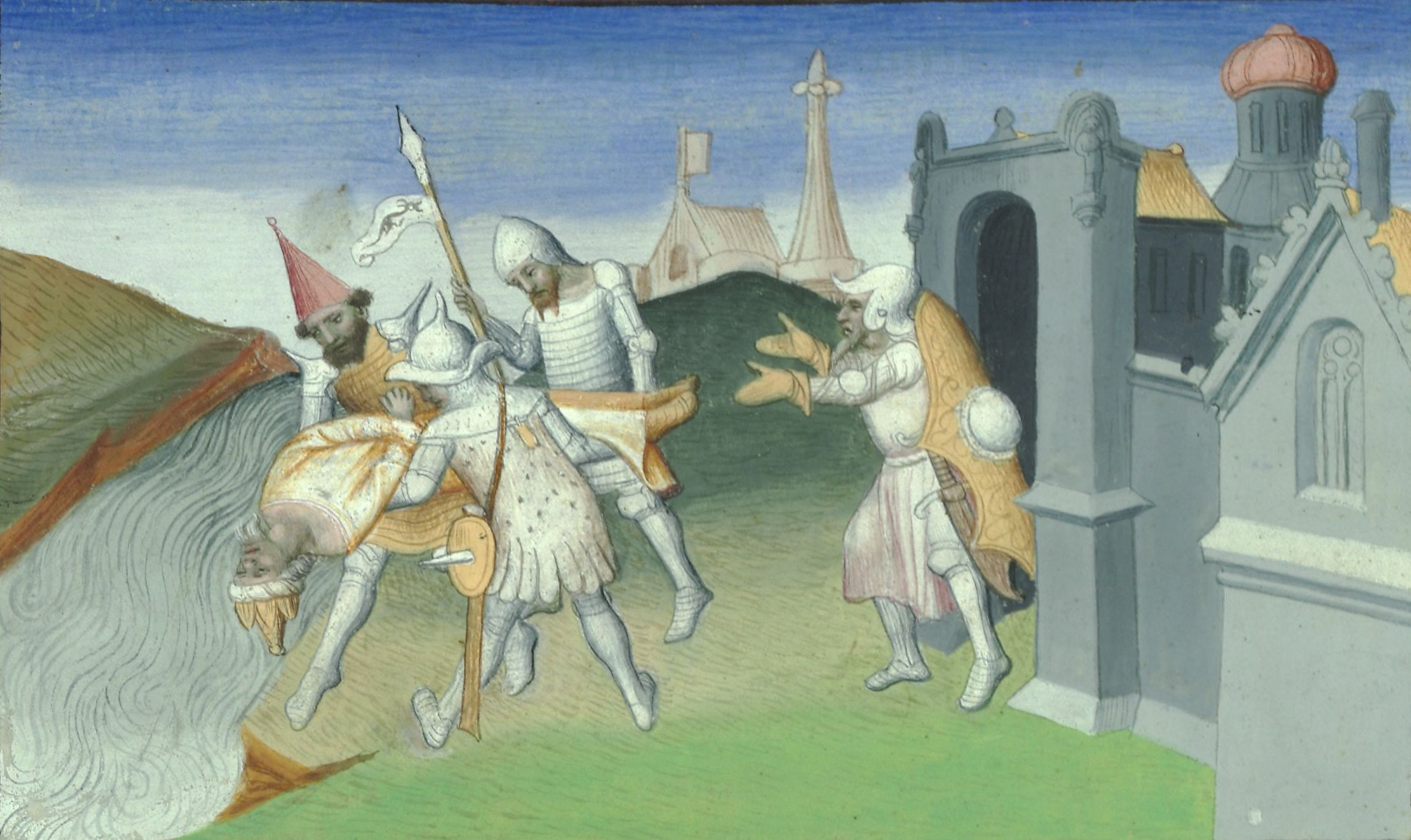
اغتيال كيخاتو.

أهان غايخاتو بايدو بن طرقاي، عندما أمر أحد عبيده بضرب بايدو عندما كان ثملا.
تحرك بايدو من جانبه لاغتيال محافظ بغداد محمد الصقرشي واعتقال محافظ ديار بكر. وأرسل كيخاتو والد زوجته آق بقا وتغاشار ضد بايدو في 17 مارس 1295، ووصل نفسه إلى تبريز بعد 4 أيام. لم يكن كيخاتو يعلم أن تاغشار قد نقل ولاءه بالفعل لبايدو، وغادر إلى معسكره ليلاً. بينما كان يريد الفرار إلى الأناضول، نصحه مستشاروه بالقتال ضد بايدو. بكنه خسر وفر كيخاتو إلى موغان. لكن تم أسره، وتوسل غايخاتو بيأس من أجل الرحمة. لكنه تعرض للخنق بوتر من أجل تجنب إراقة الدماء، وفي 21 مارس 1295 ذُكرت رواية أخرى لمقتله،  وهي أن سبب تمرد بايدو هو استخدام كيخاتو للنقود الورقية ومن ثم قتله في المعركة.

## حياته الشخصية
كان كيخاتو مدمنًا على النبيذ، والنساء، واللواط وفقًا لمير خواند. لكنه كان معروفًا أيضًا بعلمانيته وانسجامه المجتمعي. وكان من بين المستفيدين منه المسيحيون النسطوريون الذين امتدحوه كثيرًا على الهدايا التي قدمها للكنيسة، كما يظهر في تاريخ مار ياه الله الثالث. وقد وُصِف بأنه حاكم عادل وصالح في تاريخ آل سلجوق لمساعدته للسلطان السلجوقي.

## في الثقافة الشعبية
في المسلسل التلفزيوني التركي المؤسس عثمان، جسد شخصية كيخاتو الممثل الأوزبكي معروف أوتجونوف.